# Deborah Ahenkorah
Deborah Ahenkorah, née en 1987, est une enseignante et militante ghanéenne, cofondatrice et directrice de Golden Baobab, une entreprise sociale qui vise à promouvoir une littérature africaine pour enfants.

## Biographie
Deborah Ahenkorah naît le 20 avril 1987 et grandit à Accra, au Ghana. Elle étudie au Bryn Mawr College, où elle est coprésidente de l'organisation étudiante Bryn Mawr's African Students. 

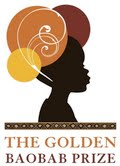

Au début de sa carrière universitaire, elle met en place une collecte de livres pour les bibliothèques pour enfants en Afrique. C'est le projet Educate in Africa. L'accueil est favorable. Mais examinant une cargaison de livres, elle remarque que presque tous sont écrits par des auteurs occidentaux, avec de héros occidentaux, et beaucoup sont les mêmes livres qu’elle avait lus lorsqu’elle était enfant. Face au manque de diversité de cette littérature et à la difficulté pour les enfants africains à s'identifier à ces héros, elle lance Golden Baobab, pour collecter des histoires pour enfants de qualité, écrites par des auteurs africains, et pour les diffuser en Afrique et dans le monde entier. La remise annuelle d'un prix Golden Baobab est également prévue. Elle reçoit une bourse Echoing Green. En 2013, elle fait partie des New Voices Fellowship de l'Institut Aspen.
Elle est également consultante et participante au Fonds mondial pour l'enfance et au Parlement de l'Union européenne. Elle fait partie du Starting Bloc Fellowship et participe au Goldman Sachs Women's Summit.